# Route nationale 2002
La route nationale 2002 est un axe routier majeur de l'île de La Réunion, un département d'outre-mer français dans le sud-ouest de l'océan Indien. Elle relie les communes de Sainte-Suzanne à Saint-Benoît et de La Petite-Ile  à St Pierre en empruntant des voies autrefois parties de la route nationale 2.